# شاهی پنیر
شاهی پنیر (به انگلیسی: Shahi paneer) یا پانیر راجوادی (به انگلیسی: Paneer Rajwadi) نوعی غذای تهیه شده از چنا یا پنیر و بومی شبه قاره هند است که از سس غلیظی از خامه، گوجه‌فرنگی و ادویه‌های هندی تشکیل شده‌است.
این غذا با امولسیون کردن گوجه فرنگی، پیاز، بادام هندی آسیاب شده، کره و خامه به شکل کاری، با اضافه کردن مکعب‌های چنا/پنیر و انواع ادویه‌ها تهیه می‌شود.